# Bangladesh
Pour les articles homonymes, voir Bangladesh (homonymie).
« Bangladais » redirige ici. Pour la race de chevaux, voir Bangladais (cheval).
République populaire du Bangladesh
(bn) গণপ্রজাতন্ত্রী বাংলাদেশ 
(bn) Gônoprojatontri Bangladesh 
Le Bangladesh (prononcé en français : /bɑ̃.ɡla.dɛʃ/ ; bengali : বাংলাদেশ /ˈbaŋlad̪eʃ/ , littéralement « le pays du Bengale »), en forme longue la république populaire du Bangladesh (en bengali গণপ্রজাতন্ত্রী বাংলাদেশ, Gônoprojatontri Bangladesh), est un pays sud-asiatique. Situé au nord du golfe du Bengale, quasiment enclavé dans l'Inde, il a une petite frontière commune avec la Birmanie.
Les frontières de la région qui constitue aujourd'hui le Bangladesh résultent de la partition des Indes en 1947, quand le pays devint la partie orientale du dominion du Pakistan, devenu en 1956 la république islamique du Pakistan. Le lien entre les deux parties du Pakistan, fondé sur leur religion majoritaire commune, l'islam, s'est révélé fragile face aux 1 600 km qui les séparaient. Soumis à une discrimination politique et linguistique — l'ourdou étant proclamé langue officielle du Pakistan — ainsi qu'à une négligence économique de la part du pouvoir aux mains du Pakistan occidental, les Bengalis du Pakistan oriental déclarent l'indépendance en 1971, appuyés par l'Inde et l'URSS. Un conflit d'une grande violence s'ensuit, faisant entre trois cent mille et trois millions de morts, dix millions de réfugiés et au moins 200 000 viols avérés. Malgré sa libération, le Bangladesh voit son développement marqué par des troubles politiques, avec quatorze chefs de gouvernement et au moins quatre coups d'État dans les années qui suivent.
Avec 1 286 hab/km2 en 2020, le Bangladesh est l'un des pays du monde dont la population est la plus dense. Géographiquement, l'essentiel du Bangladesh est occupé par le delta du Gange dont la superficie occupe plus des deux tiers de celle du pays. C'est une plaine fertile mais sujette aux cyclones tropicaux et inondations des moussons.
Le gouvernement est une démocratie parlementaire. Il est membre de l'Organisation des Nations unies, du Commonwealth depuis 1972, de l'ASACR, du BIMSTEC, de l'OCI, et du D-8.

## Géographie
Le Bangladesh est situé dans le delta plat et bas formé par la confluence du Gange et du Brahmapoutre. Ce dernier est appelé Jamuna dès son entrée en territoire bangladais, et le premier devient la Padma dès qu'il rencontre la Jamuna peu avant Dacca. La Meghna, quant à elle, rejoint la Padma en aval de la capitale du pays. Les alluvions déposées par ces fleuves créent des plaines comptées parmi les plus fertiles du monde. Le Bangladesh compte 58 cours d'eau de part et d'autre de ses frontières internationales, ce qui cause des problèmes politiques liés à l'eau particulièrement difficiles à résoudre ; il partage également des zones ripariennes avec l'Inde.
La plus grande partie du Bangladesh est à moins de 12 mètres au-dessus du niveau de la mer et environ 10 % du territoire est situé en dessous du niveau de la mer. 80 % des précipitations tombent pendant les cinq mois de la mousson (de juin à octobre), alors que 20 % seulement des terres sont protégées des inondations et équipées de drainage et d'irrigation. Seulement quatre étendues sont situées en dehors du delta : les collines de Sylhet, la région montagneuse de Madhupur, la région vallonnée des Chittagong Hill Tracts et la zone de Barind.

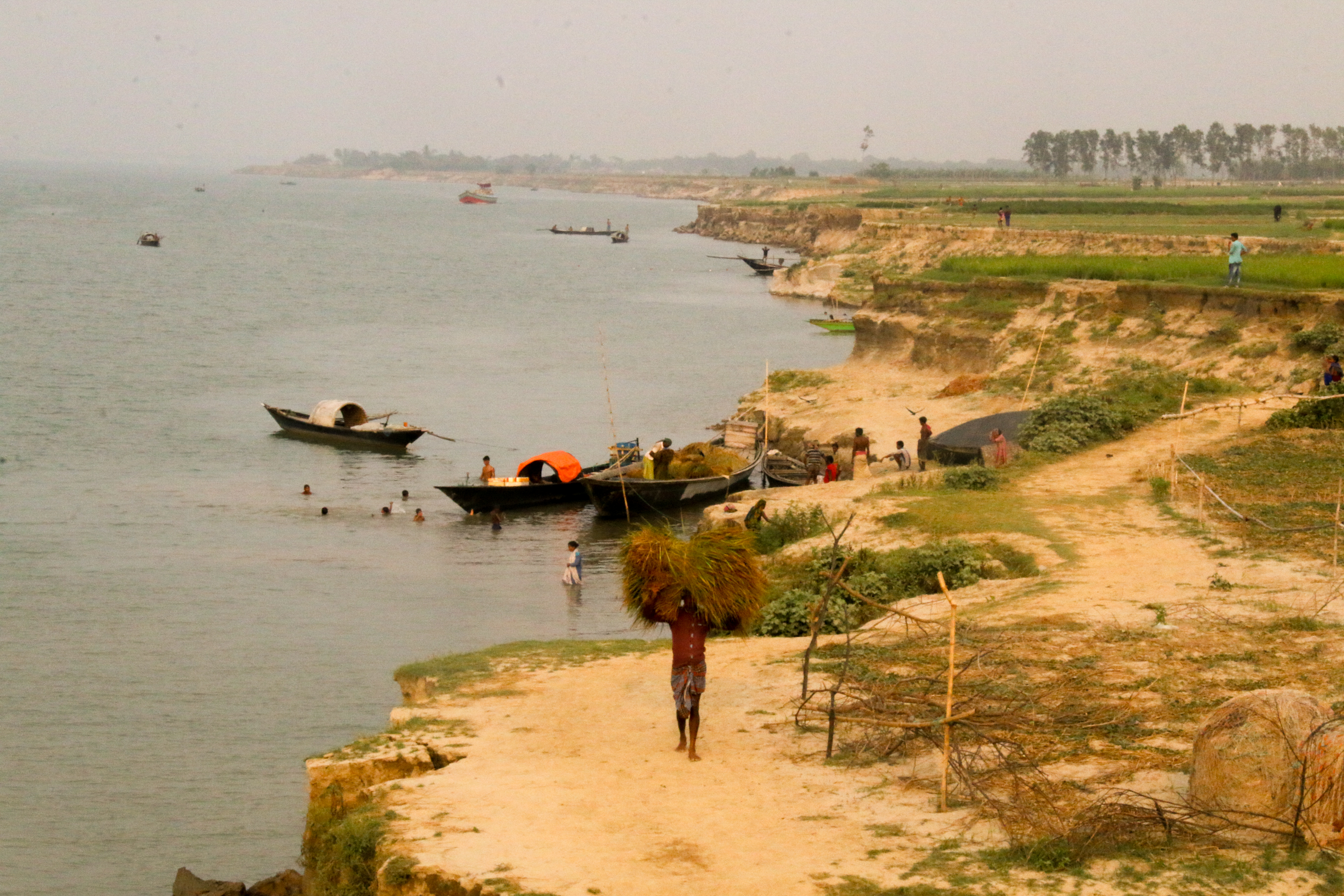
Rajbari.

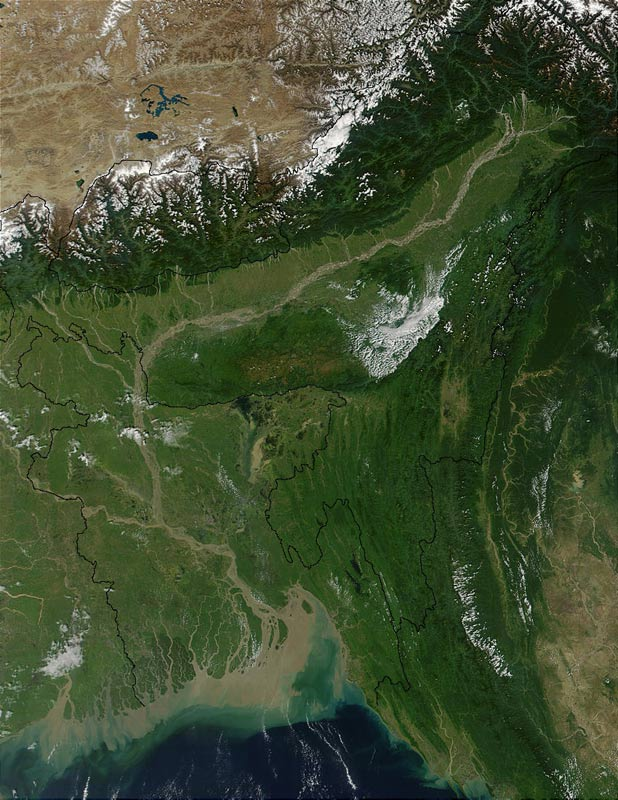
Le Bangladesh et la basse vallée du Brahmapoutre.

Il est estimé qu'environ 10 % de la superficie du pays serait inondée si le niveau de la mer augmentait d'un mètre. L'endroit le plus élevé du pays — 1 052 mètres — est dans la chaîne des monts Mowdok, dans les Chittagong Hill Tracts du sud-est du pays. La plus grande partie de la côte maritime est constituée de jungle marécageuse, les Sundarbans, la plus grande forêt de mangrove du monde, abritant de nombreuses et diverses espèces de faune et flore, notamment le tigre du Bengale. En 1997, cette région est déclarée en danger. Cox's Bazar, au sud de la ville de Chittagong dans l'extrême sud-est du pays, possède une plage ininterrompue de 120 km de long, la plus longue du monde,.
Situé de part et d'autre du tropique du Cancer, le Bangladesh a un climat de type tropical avec un hiver doux d'octobre à mars, un été chaud et humide de mars à juin, et des moussons de juin à octobre. Les catastrophes naturelles, telles que les inondations, les cyclones tropicaux, les tornades, et les raz de marée touchent le pays pratiquement tous les ans. Le phénomène d'inondation est accentué par la déforestation des pentes de l'Himalaya, par la forme en entonnoir du golfe du Bengale, par le relief de plaine du pays, par l'hydrographie du pays (plus de 90 % du pays est occupé par un delta) et par le réchauffement climatique. À cela s'ajoutent les effets de la déforestation, la dégradation des sols et l'érosion,.
En 1970, le cyclone de Bhola fait 500 000 morts.
En mai 1985, sur le seul îlot vaseux d'Urir Char, quatre mille des cinq mille habitants ont été tués par un violent raz de marée.
En 1991, un cyclone a tué plus de 135 000 personnes.
En 1998, le Bangladesh a connu de graves inondations. Mille personnes sont mortes et 30 millions se sont retrouvées sans abri, 130 000 animaux d'élevage sont morts, 50 km2 de terre furent détruits et 11 000 km de routes sévèrement endommagées ou complètement détruites. 66 % du pays était sous l'eau. L'inondation fut particulièrement dévastatrice cette année-là à cause des moussons particulièrement intenses et d'un dégel particulièrement abondant dans les Himalayas.
Le 15 novembre 2007, le cyclone Sidr a provoqué la mort de 3 300 personnes et 1,5 milliard de dollars de dégâts.
En raison du réchauffement climatique, le Bangladesh pourrait perdre 20 % de son territoire sous l'effet de la montée des eaux. En 2050, les « réfugiés climatiques » pourraient être 50 millions dans le pays.

## Histoire

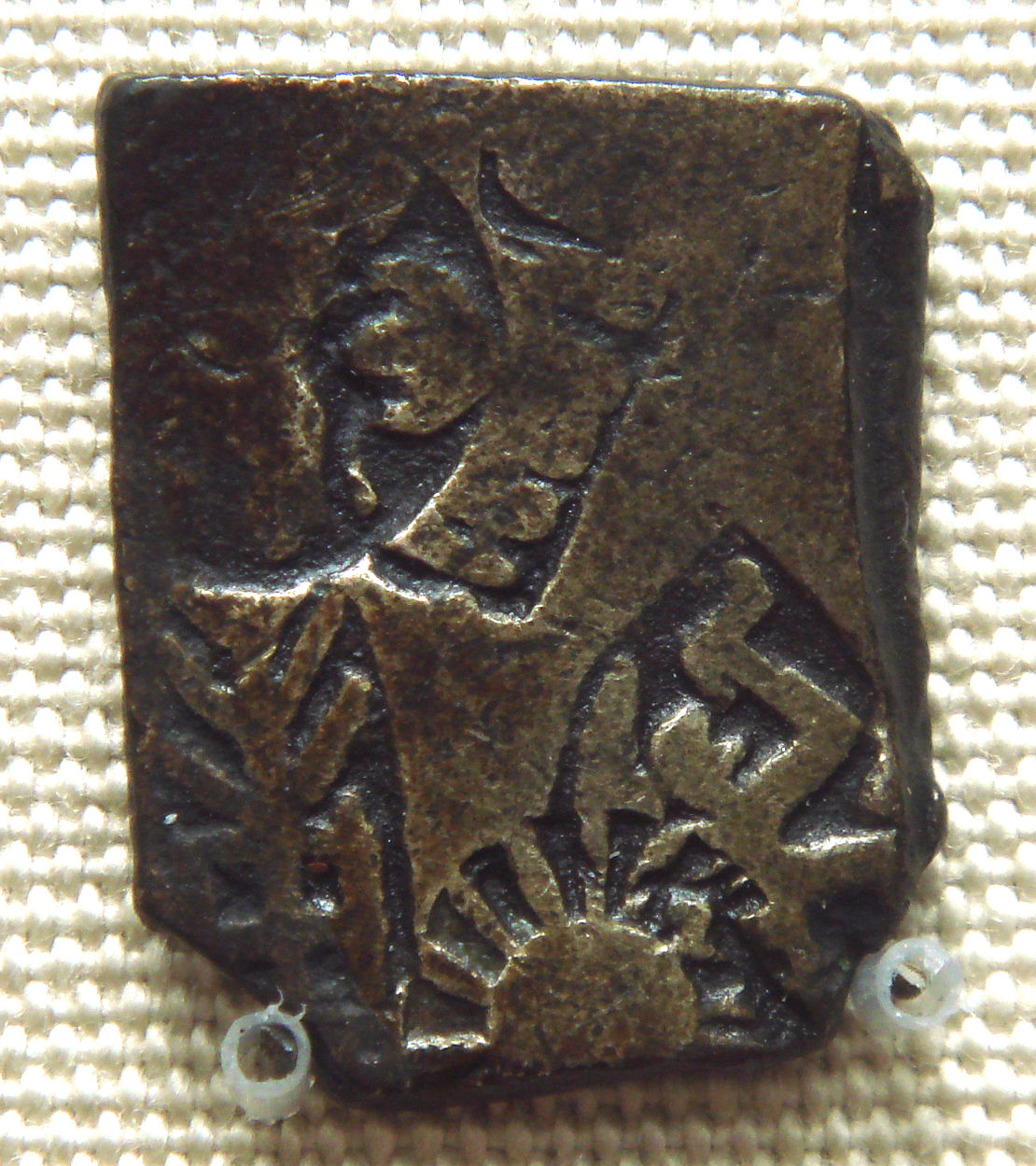
Karshapana, monnaie en argent datant de la dynastie Maurya (British Museum).

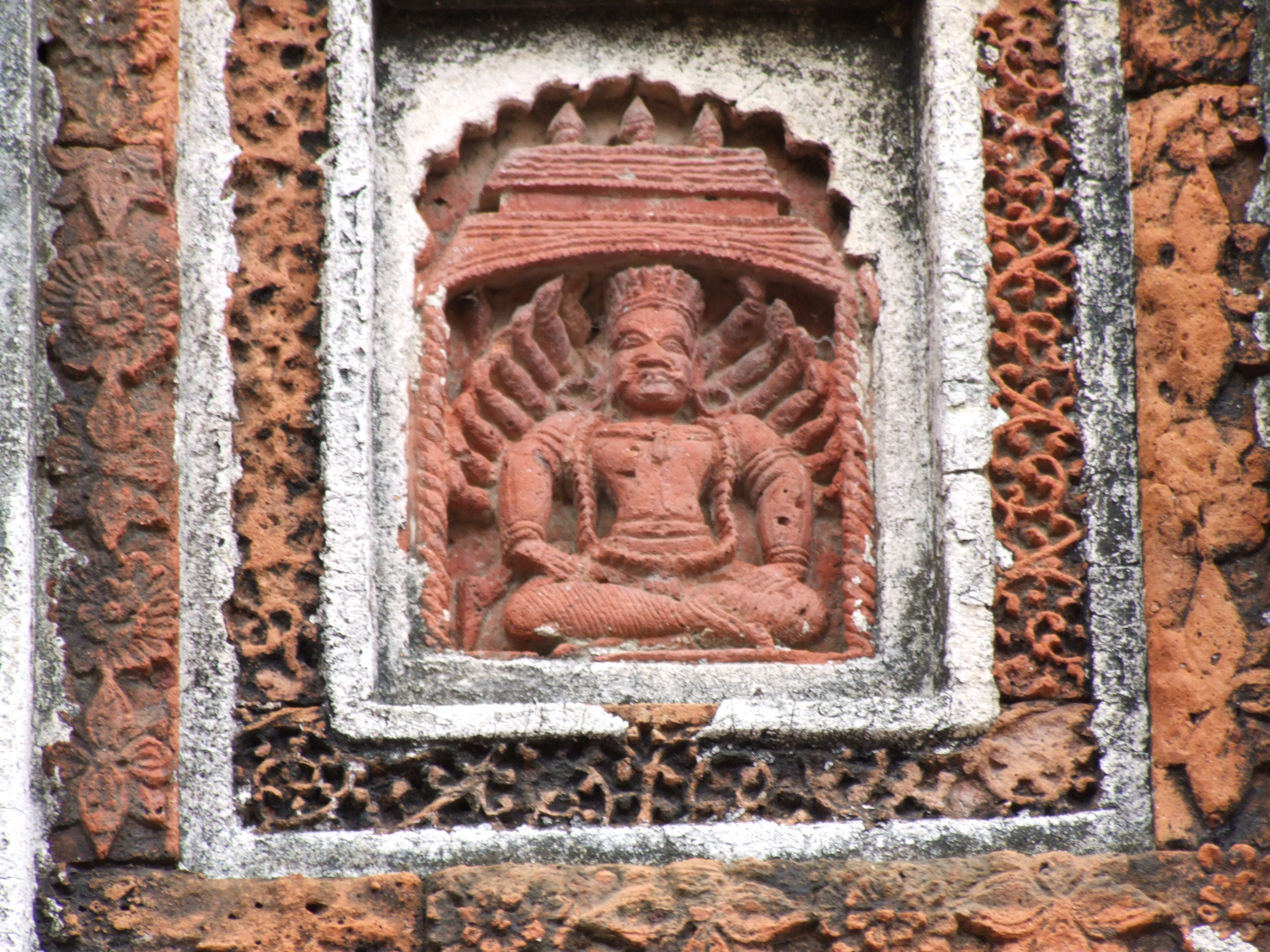
Détail du mur du temple de Kantanagar.

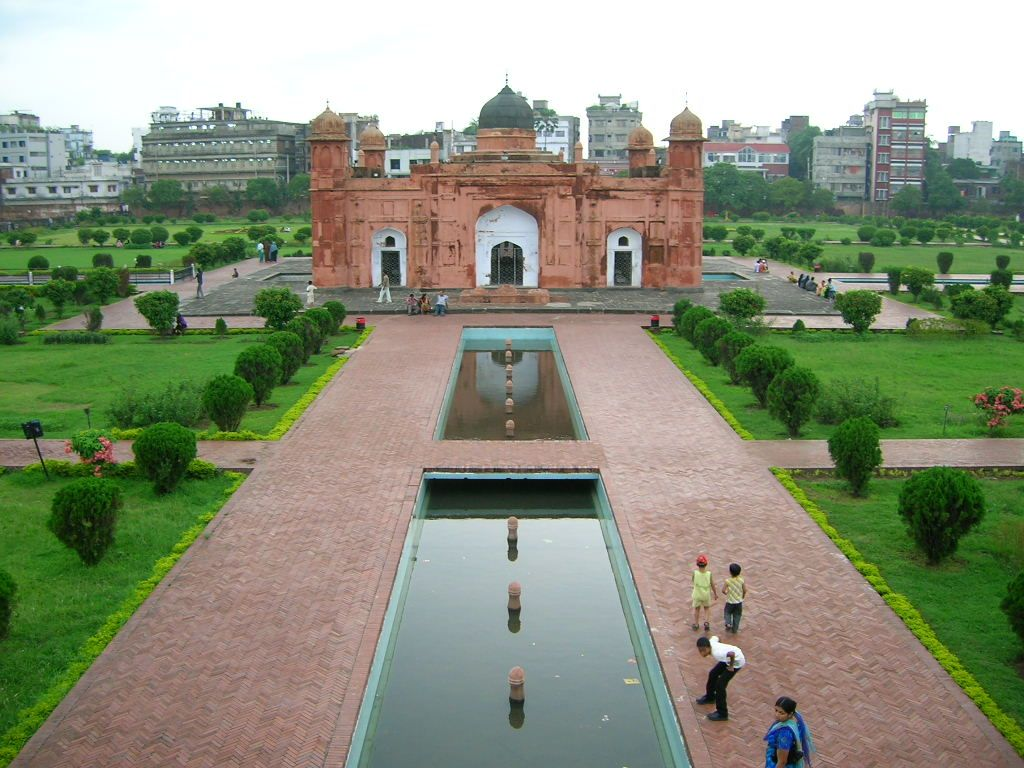
Le fort de Lalbagh, à Dacca.

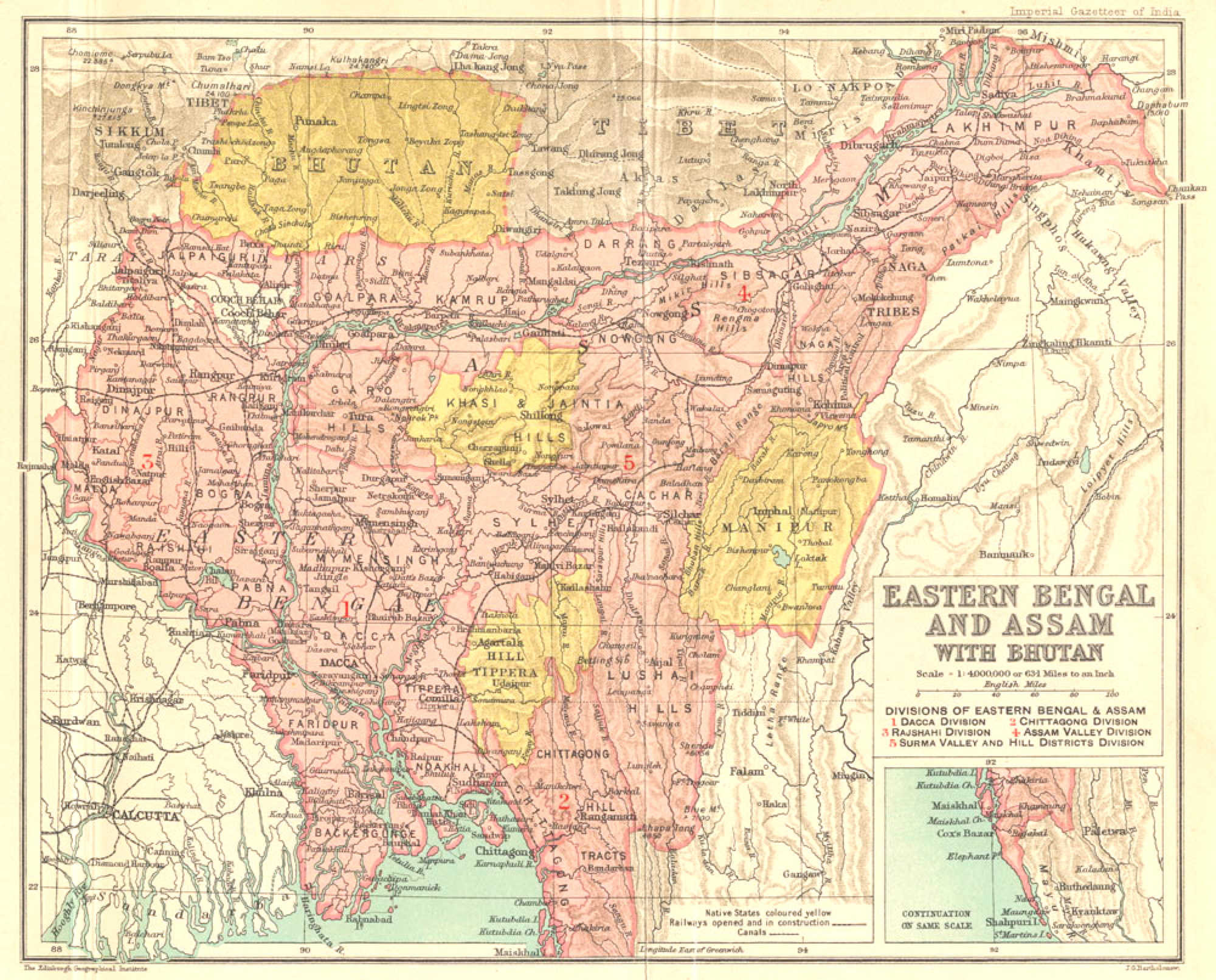
Carte du Bengale oriental en 1907-1909, sous domination britannique.

Il existe des vestiges d'une civilisation datant d'il y a quatre mille ans dans la région du Bengale,, alors peuplée de Dravidiens, Tibéto-Birmans et Austro-Asiatiques. L'origine exacte du mot « Bangla » ou « Bengal » est inconnue, quoiqu'on les pense dérivés de « Bang », le nom d'une tribu parlant le dravidien et installée dans la région aux environs de -1000.
Le royaume de Gangaridaï est formé au plus tôt au XIIe siècle av. J.-C., après l'arrivée des Indo-Aryens ; ce royaume s'unira avec le Bihar sous les empires Magadha et Maurya. Le Bengale devient plus tard partie de l'empire Gupta du IIIe au VIe siècle. Après sa dissolution un Bengali appelé Shashanka (en) fonde un empire riche mais de courte vie ; il est considéré comme le premier roi indépendant de l'histoire du Bangladesh. Après une période d'anarchie, la dynastie bouddhiste Pala règne sur la région pendant quatre siècles, suivis d'un règne plus court de la dynastie Sena hindoue. L'islam est introduit au Bengale au XIIe siècle par des missionnaires soufis ; d'amples conquêtes musulmanes contribuent à le propager dans la région. Un général turcique afghan, Bakhtiyar Khalji, bat Lakshman Sen de la dynastie Sen et conquiert de grandes étendues du Bengale. La région est dominée par des dynasties de sultans et des seigneurs féodaux pendant plusieurs siècles. Au XVIe siècle, l'Empire moghol contrôle le Bengale et Dacca devient un centre provincial important de l'administration moghole.
Les commerçants européens arrivent vers la fin du XVe siècle, leur influence grandissant peu à peu jusqu'à ce que la Compagnie britannique des Indes orientales arrive à contrôler le Bengale à la suite de la bataille de Plassey en 1757. Peu après, démarre la terrible famine au Bengale de 1770, dans la zone où combat la compagnie anglaise, ce qui déclenche une grave crise financière et provoque une série de faillites en Europe.
La sanglante rébellion de 1857, connue sous le nom de révolte des cipayes, aboutit au transfert du pouvoir à la Couronne, avec un vice-roi à la tête de l'administration. Pendant la période coloniale, la famine est récurrente dans tout le sous-continent indien ; la Grande famine du Bengale de 1943 fera jusqu'à 3 millions de morts.
Entre 1905 et 1911, il y eut une tentative avortée de diviser la province du Bengale en deux zones, avec Dacca pour capitale de la zone orientale. Lorsque l'Inde est divisée en 1947, le Bengale est de nouveau séparé en deux pour des raisons religieuses ; la partie occidentale est donnée à l'Inde et la partie orientale devient une province du Pakistan appelée Bengale oriental (plus tard renommée Pakistan oriental), avec sa capitale à Dacca.
En 1950, les réformes territoriales aboutissent à l'abolition du système féodal zamindari. Toutefois, malgré le poids économique et démographique de l'est, le gouvernement et les forces militaires pakistanaises furent largement dominés par la haute société de l'ouest. Le Mouvement pour la Langue de 1952 est le premier signe de tension entre les deux parties du Pakistan. L'insatisfaction à l'égard du gouvernement sur les problèmes économiques et culturels augmente dans la décennie qui suit, pendant laquelle la Ligue Awami émerge comme voix politique de la population bengalophone. Elle agit pour l'autonomie dans les années 1960. En 1966, son président, Sheikh Mujibur Rahman, est emprisonné ; il est libéré en 1969 après une insurrection populaire.
En 1970, un énorme cyclone appelé Bhola dévaste la côte du Pakistan oriental ; le gouvernement réagit lentement. La colère de la population bengalie grandit quand Sheikh Mujibur Rahman, dont la Ligue Awami avait obtenu la majorité au Parlement aux élections de la même année, est empêché d'entrer en fonction. Après avoir mis en scène des pourparlers avec Mujibur, le président Muhammad Yahya Khan le fait arrêter la nuit du 25 mars 1971 et lance l'Opération Searchlight, une attaque militaire soutenue sur le Pakistan oriental. Les méthodes employées furent très sanglantes ; la violence de la guerre provoqua la mort de nombreux civils. Parmi les cibles les plus importantes, on trouve des intellectuels et des hindous ; environ dix millions de réfugiés s'enfuient en Inde. Les estimations du nombre de morts vont jusqu'à 3 millions de personnes,.
La plupart des dirigeants de la Ligue Awami quittent le pays et installent un gouvernement en exil à Calcutta, en Inde. La guerre de libération du Bangladesh dure neuf mois. Pendant la guerre, se produisent des violences sexuelles à très grande échelle. La guérilla menée par les Mukti Bahini (Freedom Fighters) et les troupes bengalies sont finalement aidés par les Forces armées indiennes en décembre 1971, lors de la Troisième guerre indo-pakistanaise. Sous le commandement du lieutenant général Jagjit Singh Aurora (en), l'armée de terre indienne remporte une victoire décisive sur les Pakistanais le 16 décembre, prenant plus de 90 000 prisonniers de guerre.
Après son indépendance, le Bangladesh devient une démocratie parlementaire avec Mujibur comme Premier ministre. Aux élections parlementaires de 1973, la Ligue Awami remporte la majorité absolue. Une famine touche le pays en 1973 et 1974. Début 1975, se met en place un gouvernement socialiste à parti unique dirigé par Mujibur et le BAKSAL (en). Le 15 août 1975, Mujibur et sa famille sont assassinés par des officiers militaires.
Une série de coups d'État et contre-coups-d'État dans les trois mois suivants culmine avec l'arrivée au pouvoir du général Ziaur Rahman (« Zia »), qui réinstalle le système politique précédent, avec plusieurs partis, et fonde le Parti nationaliste du Bangladesh (BNP). Zia est assassiné en 1981 par des militaires. Le chef d'État suivant est le général Hossain Mohammad Ershad, qui accède au pouvoir par un coup d'État sanglant en 1982 et y reste jusqu'en 1990 quand il est forcé à démissionner sous la pression de donateurs occidentaux à la suite d'un changement majeur en politique internationale après la fin de la Guerre froide et des dictateurs communistes. Depuis lors, le Bangladesh est à nouveau une démocratie parlementaire. La veuve de Zia, Khaleda Zia, mène le BNP à une victoire parlementaire aux élections générales de 1991 et devient la première femme Premier ministre dans l'histoire du pays. Toutefois, la Ligue Awami, dirigée par Sheikh Hasina, l'une des filles de Mujib ayant survécu à l'assassinat, prend le pouvoir aux élections suivantes en 1996. Elle perd en faveur du BNP en 2001.
Le 11 janvier 2007, à la suite de graves violences, un gouvernement par intérim est mis en place pour organiser les élections. Le pays souffre d'une corruption intense, du désordre et de la violence politique. Supprimer la corruption à tous les niveaux de l'État est la priorité du nouveau gouvernement. Ainsi, beaucoup de personnalités politiques, de fonctionnaires et de membres des partis politiques ont été arrêtés pour corruption.
À partir de 2015, le pays voit surgir une recrudescence de crimes et d'attentats islamistes. Pour essayer d'y mettre un terme, le premier ministre Sheikh Hasina a demandé à la cour suprême de mettre à l'examen la constitutionnalité du statut de religion officielle octroyé à l'islam en 1988.
En août 2024, après la dissolution du Parlement et la fuite de la Première ministre Sheikh Hasina, la présidence bangladaise annonce que le prix Nobel de la paix Muhammad Yunus allait diriger un gouvernement intérimaire. En proie à une crise politique, le pays est également le théâtre d’attaques visant des minorités religieuses : des commerces et des maisons appartenant à des hindous sont pris pour cible par des manifestants. Le média indien The Print rapporte des attaques ayant visé au moins deux temples hindous. La maison d’un musicien hindou célèbre, Rahul Ananda, est également incendiée.

## Politique

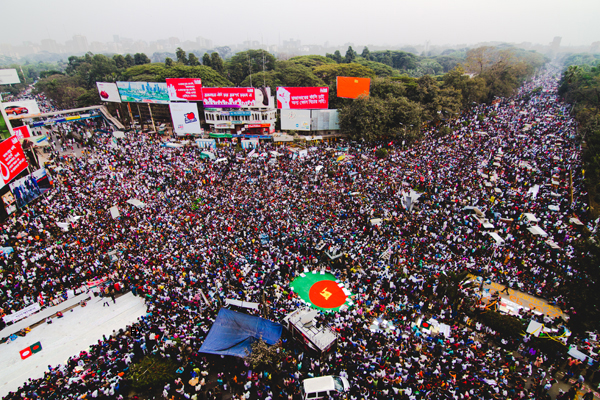
Manifestations de la place Shahbag en 2013.

### Gouvernement
Le Bangladesh est une démocratie parlementaire. Les élections sont ouvertes à tout citoyen au-dessus de 18 ans et sont tenues tous les cinq ans pour le parlement monocaméral de 300 sièges élus de circonscriptions électorales à un membre ainsi que 50 sièges réservés aux femmes répartis à la proportionnelle. Le Premier ministre, en tant que chef du gouvernement, choisit son cabinet. Le Premier ministre est formellement choisi par le président, mais doit également être un membre du Parlement doté de la confiance d'une majorité des autres membres. Le président est le chef d'État, un poste largement honorifique, et est élu par le Parlement. Le bâtiment du Parlement, situé à Dacca, est appelé Jatiya Sangsad et fut créé par l'architecte Louis Kahn.
Les pouvoirs du président ont toutefois été élargis pendant le gouvernement intérimaire : il est responsable des élections et du transfert du pouvoir. Les membres de ce gouvernement se doivent d'être non-partisans et ont trois mois pour faire leur travail. Cette situation transitoire est une innovation du Bangladesh, introduite lors des élections de 1991 puis institutionnalisée en 1996 par le treizième amendement à la constitution.
La Constitution du Bangladesh fut rédigée en 1972 et a eu quatorze amendements, le cinquième a été jugé illégal en 2005 car contraire à la laïcité et la suspension de ce verdict a pris fin le 3 janvier 2010,. L'organisation judiciaire la plus importante est la Cour suprême, dont les juges sont choisis par le président. Les institutions judiciaires et policières sont faibles. La séparation des pouvoirs, judiciaire et exécutif, est finalement mise en œuvre le 1er novembre 2007. Les lois sont basées en partie sur la common law anglaise, mais les lois sur la famille, dont le mariage et l'héritage, sont régies par des documents religieux et diffèrent donc selon la communauté religieuse.
Les deux principaux partis politiques sont le Parti nationaliste du Bangladesh (BNP), la Ligue Awami (AL). Le BNP est dirigé par Khaleda Zia et trouve des alliés parmi des partis islamistes, dont Bangladesh Jamaat-e-Islami et Islami Okiya Jot, tandis que la Ligue Awami de Sheikh Hasina est alignée sur les partis de gauche et sécularistes. Hasina et Zia sont des rivales de longue date ayant dominé la vie politique bangladaise depuis plus de vingt ans ; les deux sont femmes et parentes d'un chef du mouvement d'indépendance. Un autre parti politique d'importance est le Parti Jatiya (JP), avec à sa tête l'ancien chef militaire Ershad. La rivalité BNP-AL a été et reste vive et ponctuée de manifestations, protestations, violences et assassinats. La politique en milieu étudiant est particulièrement forte dans le pays, legs de l'époque du mouvement de libération. Presque tous les partis ont des branches universitaires très actives, et des étudiants ont été élus au Parlement.
Deux partis radicaux islamistes, Jagrata Muslim Janata Bangladesh (JMJB) et Jama'atul Mujahideen Bangladesh (JMB), furent bannis en février 2005. Des attentats à la bombe survenus depuis 1999 ont été attribués à ces groupes, et des centaines de leurs membres soupçonnés ont été détenus lors de plusieurs opérations de sécurité, y compris les deux chefs de parti en 2006. Le premier cas d'attentat-suicide au Bangladesh eut lieu en novembre 2005.

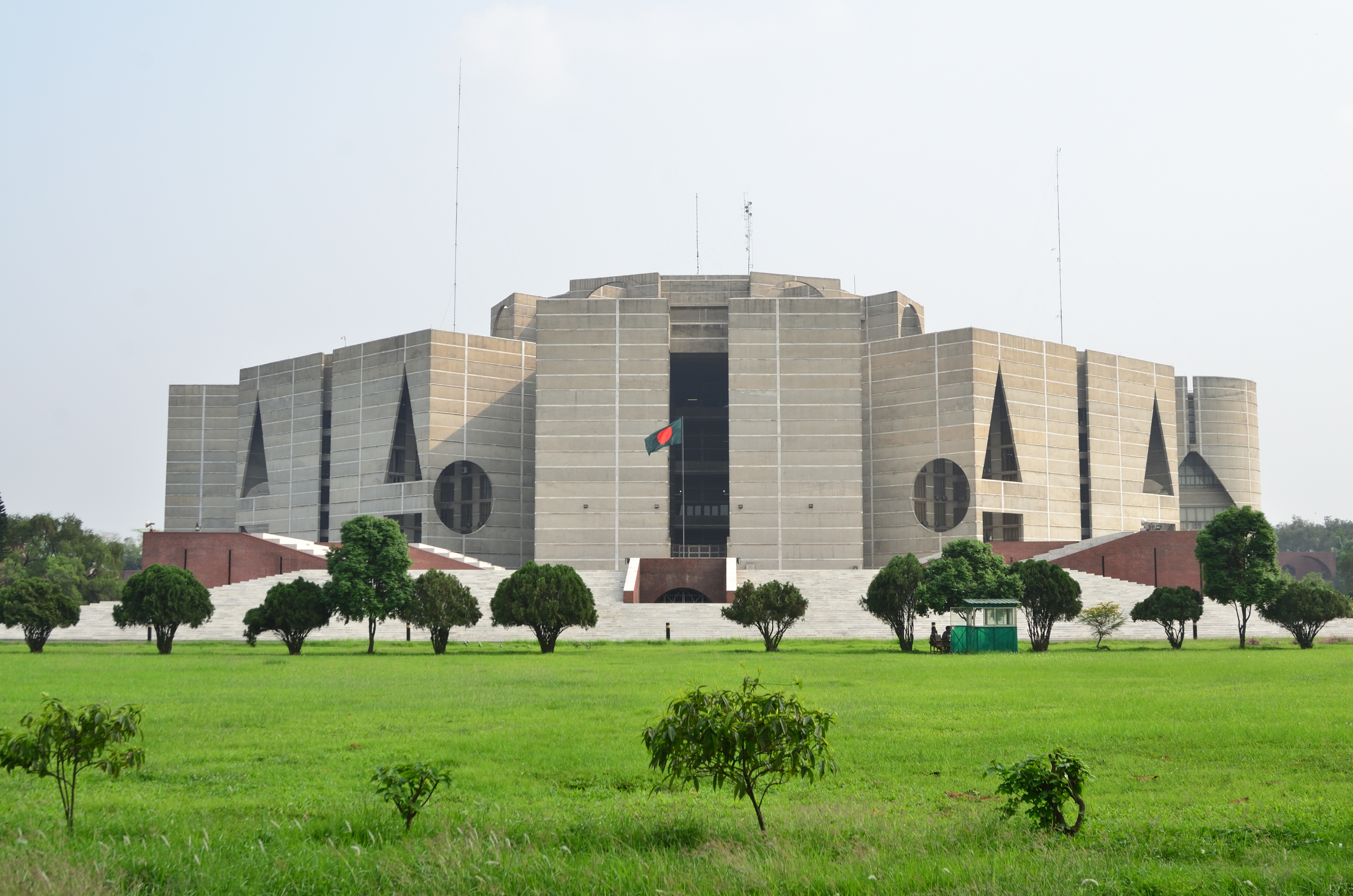
Jatiyo Sangsad Bhaban (le Parlement).

Les élections prévues en 2006 ont été reportées sine die et la loi martiale instaurée en janvier 2007. Le gouvernement intérimaire de Fakhruddin Ahmed veut réviser la liste des votants et agir contre la corruption. Il pense tenir de nouvelles élections en 2008, mais un manque de coordination entre la commission électorale et le gouvernement, ainsi que leurs activités récentes, ont créé une incertitude autour des élections. Les deux candidates principales, Khaleda Zia et Sheikh Hasina Wajed, sont inculpées de crimes concernant la corruption.
Les forces militaires du Bangladesh manifestent également l'intention d'exercer une action politique dans le pays, essayant de changer la constitution pour permettre une participation des militaires à la vie politique. Elles aident le gouvernement intérimaire dans la lutte contre la corruption. Elles imposent également une censure sur les médias nationaux, obligeant à fermer ou empêchant de travailler les chaînes de télévision privées.
Le Bangladesh est membre du Commonwealth depuis son indépendance. Il a été admis aux Nations unies en 1974. Le Bangladesh est aussi membre de l’Organisation mondiale du commerce (OMC).

### Relations internationales et forces militaires

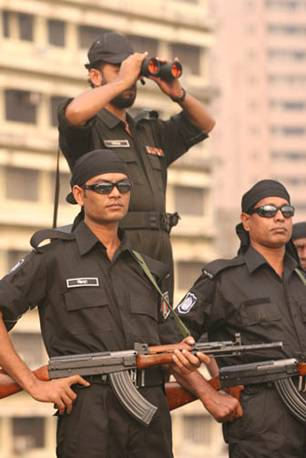
RAB (Rapid Action Battalion).

Le Bangladesh suit une politique modérée de relations internationales mettant l'accent sur la diplomatie multinationale, particulièrement au sein des Nations unies. Le pays a rejoint le Commonwealth et l'ONU en 1972, et a depuis servi deux fois au Conseil de sécurité (en 1978-1979 et 2000-2001). Dans les années 1980, le Bangladesh a tenu un rôle important dans la fondation de l'Association sud-asiatique pour la coopération régionale (ASACR), pour développer ses liens avec d'autres pays du sous-continent indien. Depuis la fondation de l'association en 1985 un Bangladais a occupé le poste de secrétaire général deux fois.
Ses relations internationales les plus importantes et complexes sont celles avec l'Inde et le Pakistan. Ces relations sont influencées par les liens historiques et culturels partagés et forment une composante importante du discours politique intérieur actuel. Il commence également à développer ses liens avec la Chine, économiquement et militairement.
Ses relations avec l'Inde commencèrent positivement du fait de l'aide apportée par ce pays dans la guerre d'indépendance et pendant la reconstruction. Au fil des années, les relations entre les deux pays ont changé pour plusieurs raisons. Une source majeure de tensions est le barrage de Farakka, construit par l'Inde en 1975, à 11 kilomètres de la frontière avec le Bangladesh ; ce barrage dévie beaucoup de l'eau nécessaire aux Bangladais et a un impact négatif sur l'écosystème de la région. L'Inde a exprimé son inquiétude pour les séparatistes hostiles à l'Inde et les militants extrémistes islamistes qui se cacheraient le long de la frontière indo-bangladaise de 4 000 km, ainsi que les immigrants clandestins ; l'Inde est en train de construire une barrière le long de presque toute la frontière. Toutefois, lors de la réunion annuelle de 2007 de l'ASACR, les deux pays se sont engagés à coopérer sur des problèmes de sécurité, d'économie et ceux liés à leur frontière commune.
L'armée de terre compte environ 200 000 hommes, l'armée de l'air 7 000 et la marine 14 950,. En plus de leur rôle traditionnel de défense, les forces militaires sont appelées à rendre service aux autorités civiles lors de catastrophes naturelles, ainsi que pendant des périodes d'instabilité politique. En outre, une force paramilitaire composée d'environ 40 000 hommes, les Bangladesh Rifles, assure le contrôle des frontières. Le Bangladesh n'est pas en guerre mais a contribué à la coalition combattant dans la première guerre du Golfe en apportant 2 300 hommes, et est l'un des premiers pays participant aux forces de maintien de paix de l'ONU partout dans le monde. En mai 2007, le Bangladesh avait des forces déployées en république démocratique du Congo, au Liberia, au Soudan, au Timor oriental et en Côte d'Ivoire.

## Subdivisions

Districts du Bangladesh.

Le Bangladesh est organisé en divisions (bibhags, বিভাগ), districts (zila ou jela, জেলা), upazila ou thana (les gouvernements successifs renomment les unités par l'un ou l'autre terme), parishad et villages.
Les huit divisions sont, du nord au sud, Rangpur, Mymensingh, Rajshahi, Sylhet, Dhaka, Khulna, Barisal et Chittagong, chacune nommée d'après leur capitale. Il existe 64 districts et 482 upazilas.
Les divisions sont subdivisées en districts (zila) ; il y en a 64, chacun subdivisé en upazila (sous-districts) ou thana (commissariats). La région de chaque thana, sauf celles en ville, est divisée en plusieurs unions, dont chacune représente plusieurs villages. En ville, les thana sont divisées en wards, elles-mêmes divisées en mahallas. Il n'y a pas d'élus au niveau des divisions, des districts ou des upazila ; l'administration est assurée par des fonctionnaires. Des élections directes sont organisées pour chaque union ou ward pour élire un président et quelques membres. En 1997, un acte parlementaire réserve trois sièges sur douze à des femmes. Dacca est la capitale du pays et la plus grande ville, les autres grandes villes sont Chittagong, Khulnâ, Râjshâhî et Barisal. Ces métropoles ont des maires élus, alors que les autres villes ont à leur tête des présidents. Les maires et les présidents sont élus pour une durée de cinq ans.
| Ville      | Division   | Population ville | Population métropole |
| ---------- | ---------- | ---------------- | -------------------- |
| Dacca      | Dhaka      | +06 969 458,     | +11 918 442,         |
| Chittagong | Chittagong | +03 920 222,     | +03 920 222,         |
| Khulnâ     | Khulna     | +01 400 689,     | +01 400 689,         |
| Râjshâhî   | Rajshahi   | +00727 083,      | +00727 083,          |
| Sylhet     | Sylhet     | +00339 368,      | +00339 368,          |
| Barisal    | Barisal    | +00291 769,      | +00291 769,          |
| Comilla    | Chittagong | +00419 623,      | +00419 623,          |
| Tongi      | Dhaka      | +00368 914,      | +00368 914,          |
| Mymensingh | Mymensingh | +00336 960,      | +00336 960,          |
| Rangpur    | Rangpur    | +00295 999,      | +00295 999,          |
| Narshingdi | Dhaka      | +00292 838,      | +00292 838,          |
| Bogra      | Rajshahi   | +00284 003,      | +00284 003,          |
| Jessore    | Khulna     | +00250 065,      | +00250 065,          |

## Économie

Évolution du PIB réel par habitant de Bangladesh.

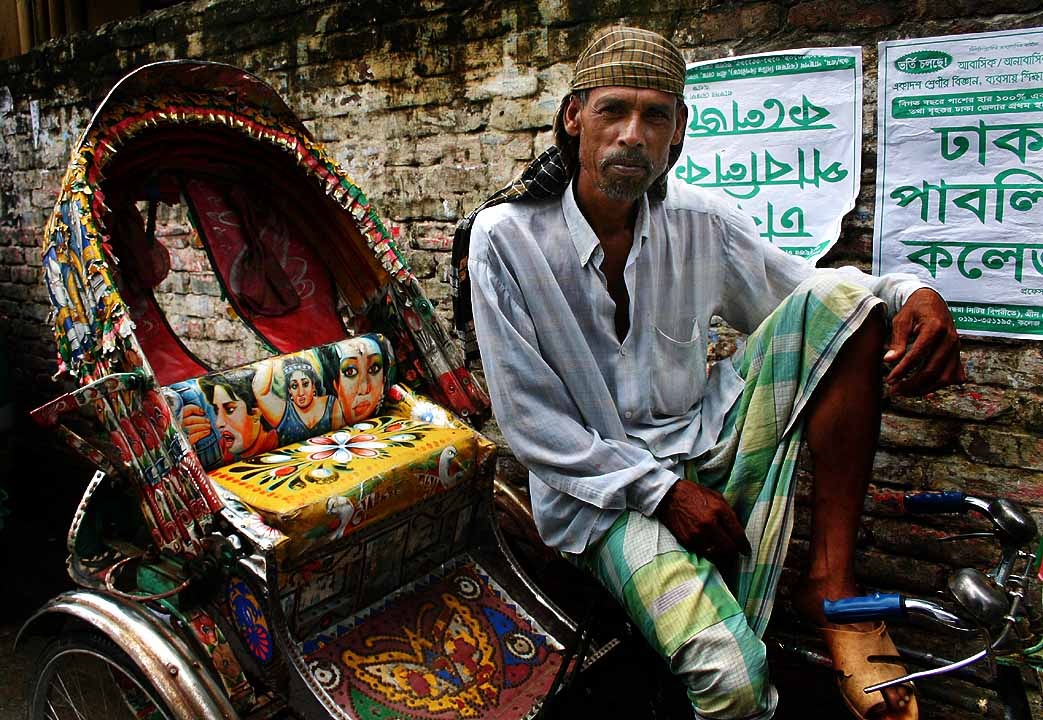
Conducteur de rickshaw.

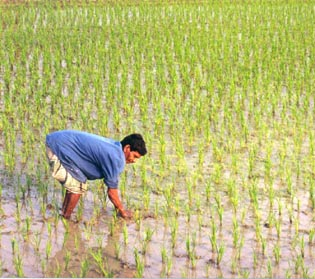
Agriculteur dans une rizière.

Son RNB par habitant en 2007 était de 2 400 dollars (en parité de pouvoir d'achat), comparé à la moyenne mondiale d'environ 14 000 dollars. Mais le pays a toutefois fait des progrès dans les domaines de l'alphabétisation, de la disparité entre les sexes à l'école, et de la réduction de l'expansion démographique.
En 2024, le Bangladesh est classé en 106e position pour l'indice mondial de l'innovation.
Le jute fut la base de l'économie du Bangladesh pendant longtemps. Sa part dans l'exportation du produit vit son apogée lors de la Seconde Guerre mondiale et la fin des années 1940, oscillant autour de 80 % du marché ; dans les années 1970, le jute comptait encore pour environ 70 % des exportations du pays. La popularité croissante des produits en polypropylène a réduit l'importance du jute dans l'économie du Bangladesh. Au début du XXIe siècle, on cultive énormément de riz (chal), de thé (cha), et de moutarde. Les deux-tiers des Bangladais sont agriculteurs, mais plus des trois-quarts des exportations du Bangladesh viennent de l'industrie textile, qui commence à susciter l'intérêt d'investisseurs étrangers dans les années 1980 en raison de la main-d'œuvre bon marché et au bas coût de la conversion de devises. Avec 5 000 entreprises qui génèrent 29 milliards de dollars par an, ce qui représente 80 % des exportations du pays et en fait en 2012 le deuxième exportateur mondial de vêtements derrière la Chine, le Bangladesh emploie dans le secteur du textile environ quatre millions de personnes, dont 85 % de femmes, parfois mineures. Une grande partie des gains en devises étrangères provient des versements d'expatriés. L'agriculture, quant à elle, occupe environ 67 % du territoire, le riz étant la culture principale, occupant 75 % des terres agricoles du pays.
Parmi les obstacles à la croissance, on trouve les cyclones et inondations fréquents, l'inefficacité des entreprises d'État, la mauvaise gestion des installations portuaires, l'augmentation de la main-d'œuvre dépassant le nombre d'emplois, l'usage inefficace des ressources d'énergie (dont le gaz naturel), l'insuffisance de l'alimentation électrique, la lenteur de la mise en œuvre des réformes économiques, les conflits politiques et la corruption. Selon la Banque mondiale, « parmi les obstacles les plus importants à la croissance, on trouve la mauvaise gouvernance et la faiblesse des institutions publiques ».
Malgré ces obstacles, le pays connaît une croissance annuelle moyenne de 5 % depuis 1990. Il a vu une expansion de sa classe moyenne, et son secteur des services est également en train de se développer. En décembre 2005, quatre ans après son rapport sur les économies BRIC (Brésil, Russie, Inde et Chine), Goldman Sachs cite le Bangladesh comme l'un des Onze prochains (littéralement « onze prochains »), avec l'Égypte, l'Indonésie, le Pakistan et sept autres pays. Le Bangladesh a connu une croissance en investissement direct à l'étranger. Plusieurs multinationales, dont Tata Group et Unocal Corporation, y ont beaucoup investi, dans le secteur du gaz naturel en priorité. En décembre 2005, la Banque du Bangladesh prévoit une croissance du PIB de 6,5 %.
Un contributeur significatif au développement de l'économie est la propagation massive du microcrédit de Muhammad Yunus (qui se vit décerner le prix Nobel de la paix en 2006 pour cette idée), à travers le Grameen Bank. À la fin des années 1990, la banque en question avait 2,3 millions de membres, et il y avait 2,5 millions de membres d'organisations similaires.
Pour améliorer la croissance économique, le gouvernement a instauré plusieurs zones de traitement d'exportations afin d'attirer les investissements étrangers. Ils sont gérés par le Bangladesh Export Processing Zone Authority.
Le Bangladesh possède le plus grand centre commercial de l'Asie du Sud-est, Bashundhara City, qui se trouve à Dacca. Créé le 6 août 2004, il contient 10 étages, dont 2 souterrains, pour 1 500 magasins, le dernier étage étant occupé par une centaine de cafétérias, un parc à thème et cinq salles de cinéma.
Une partie importante de l'économie repose sur l'industrie textile. De nombreuses multinationales occidentales font appel à de la mains-d’œuvre au Bangladesh, celle-ci étant l'une des moins chères au monde : 30 euros par mois contre 150 ou 200 en Chine. Quatre jours suffisent au PDG de l'une des cinq premières marques mondiales du secteur du textile pour gagner ce qu'une ouvrière de la confection bangladaise gagnera au cours de sa vie. Les accidents mortels sont nombreux. Le plus important, en avril 2013, provoque la mort d'au moins 1 135 ouvriers lors de l'effondrement de leur usine.
La Confédération syndicale internationale cite en 2018 le Bangladesh parmi les pays où les droits des travailleurs sont les moins respectés. Elle indique que « les travailleurs subissent une forte oppression de la part de l’État, y compris de violentes répressions de manifestations pacifiques faisant intervenir la tristement célèbre « police industrielle », et des intimidations destinées à prévenir la création de syndicats. ». Des licenciements massifs de travailleurs grévistes se produisent aussi.

## Démographie

Évolution de l'espérance de vie au Bangladesh

En 2020, la population est estimée à 167 885 680 habitants. Selon le dernier recensement effectué en 2011, la population du Bangladesh est estimée à 149 772 364 habitants, dont 74 980 386 sont des hommes et 74 791 978, des femmes. En 2013, la population est d'environ 156 595 000. Il s'agit du huitième pays le plus peuplé au monde et l'un des plus denses. Hormis les très petites villes-État tels que Singapour, Bahreïn ou Monaco, le Bangladesh est le pays le plus densément peuplé au monde. Le pays, avec plus de 1 237 habitants au km2, peut être comparé à l'île indonésienne de Java ou à l'État indien du Bihar, qui ont une densité de population similaire. Avec 67% du territoire occupé par l'agriculture, la densité peut atteindre 3 340 habitants au km2.

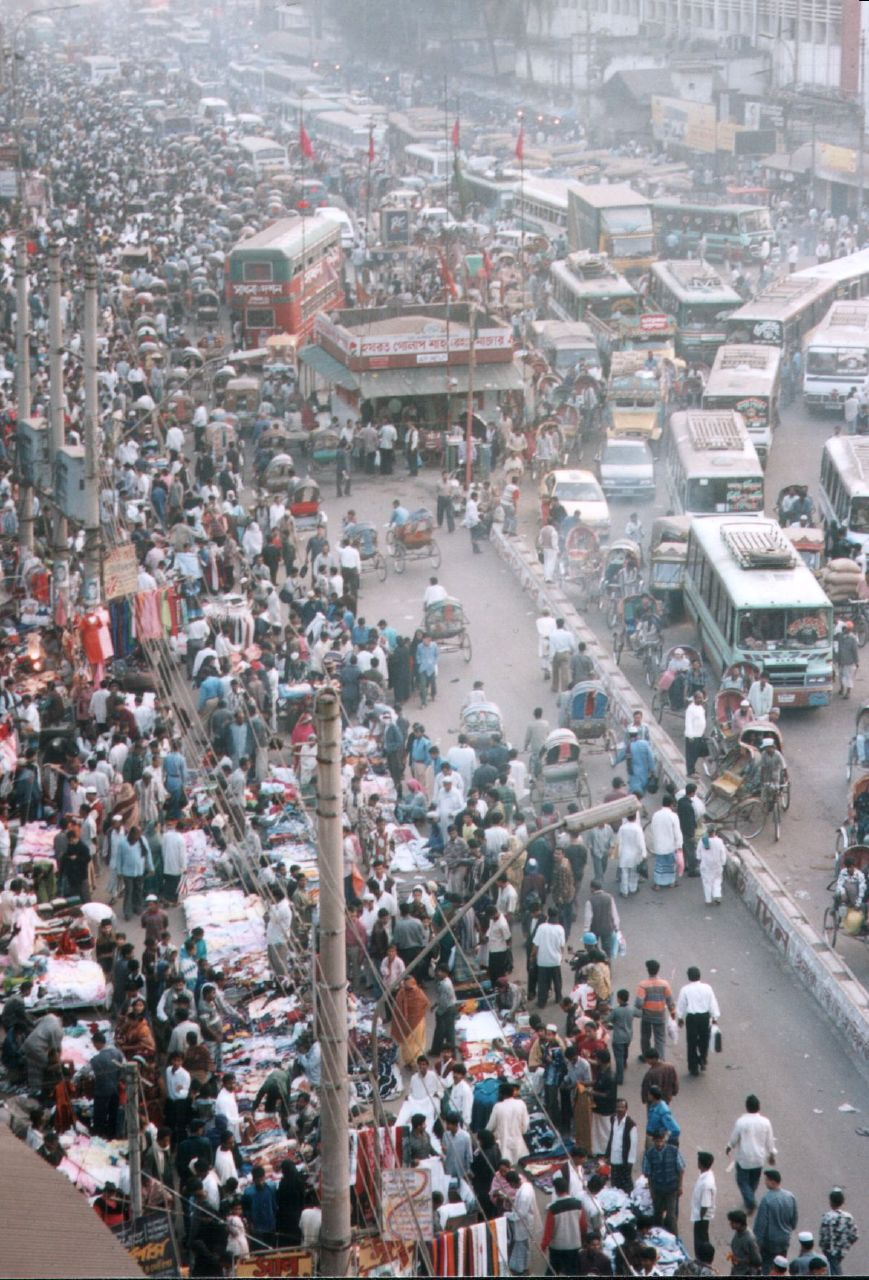
Dacca est une mégapole avec une population d'environ 15 millions d'habitants.

Le taux de croissance démographique de la population bangladaise a été l'un des plus élevés au monde dans les années 1960 et 1970 et a ainsi entraîné un triplement de la population entre 1960 et 2000. En 1961, le Bangladesh comptait un peu plus de 50 millions d'habitants, et en 1981, un peu moins de 90 millions. Dans les années 1980-1985, la promotion du contrôle des naissances permit de ralentir le taux de croissance. Le taux de fécondité est de 2,55 enfants par femme en 2012, alors qu'il était de 6,6 dans les années 1970. 34,6 % des Bangladais ont moins de 15 ans, 61,4 % entre 15 et 64 ans et 4 % 65 ans ou plus. L'espérance de vie est de 62 ans pour les hommes et de 63 ans pour les femmes.
La quasi-totalité des habitants du Bangladesh sont des Bengalis (98 % de la population). Les minorités sont des peuples à majorité musulmane non bengalis venus d'Inde (principalement du Bihar). Il y a treize tribus habitant les Chittagong Hill Tracts, dont les plus nombreux sont les Chakmas. La région est source de tensions interethniques depuis la fondation du pays. En dehors des Hill Tracts, les groupes ethniques les plus importants sont les Santals et les Garos. On trouve également des Kaibartta, Mundas, Oraons et Zomis. Le trafic d'êtres humains est un problème récurrent au Bangladesh et l'immigration clandestine reste une cause de tension entre le Bangladesh, la Birmanie et l'Inde.
La grande majorité de la population parle le bengali – langue officielle du pays, langue indo-aryenne d'origine sanskrite avec son propre alphabet. L'anglais est toutefois accepté dans les tâches administratives et dans le système éducatif et utilisé comme seconde langue parmi les membres des classes haute et moyenne.
Les niveaux de santé et d'éducation se sont récemment améliorés, le taux de pauvreté diminuant un peu. La plus grande partie des Bangladais sont ruraux, pratiquant l'agriculture de subsistance. Les problèmes de santé abondent, allant de la contamination de l'eau à la présence d'arsenic dans les eaux souterraines et les maladies telles que le paludisme, la leptospirose, et la dengue. En 2019, le taux d'alphabétisation des adultes de plus de 15 ans est d'environ 75 %, 72 % pour les femmes et 77 % pour les hommes. Ce taux a augmenté depuis le lancement de plusieurs programmes d'alphabétisation ; parmi les plus performants on trouve Food for Education (FFE) et un programme de bourses pour femmes aux niveaux primaire et secondaire.
Pour désigner la population totale du Bangladesh, à savoir les Bengalis et les autres, on parle de Bangladais.

## Culture

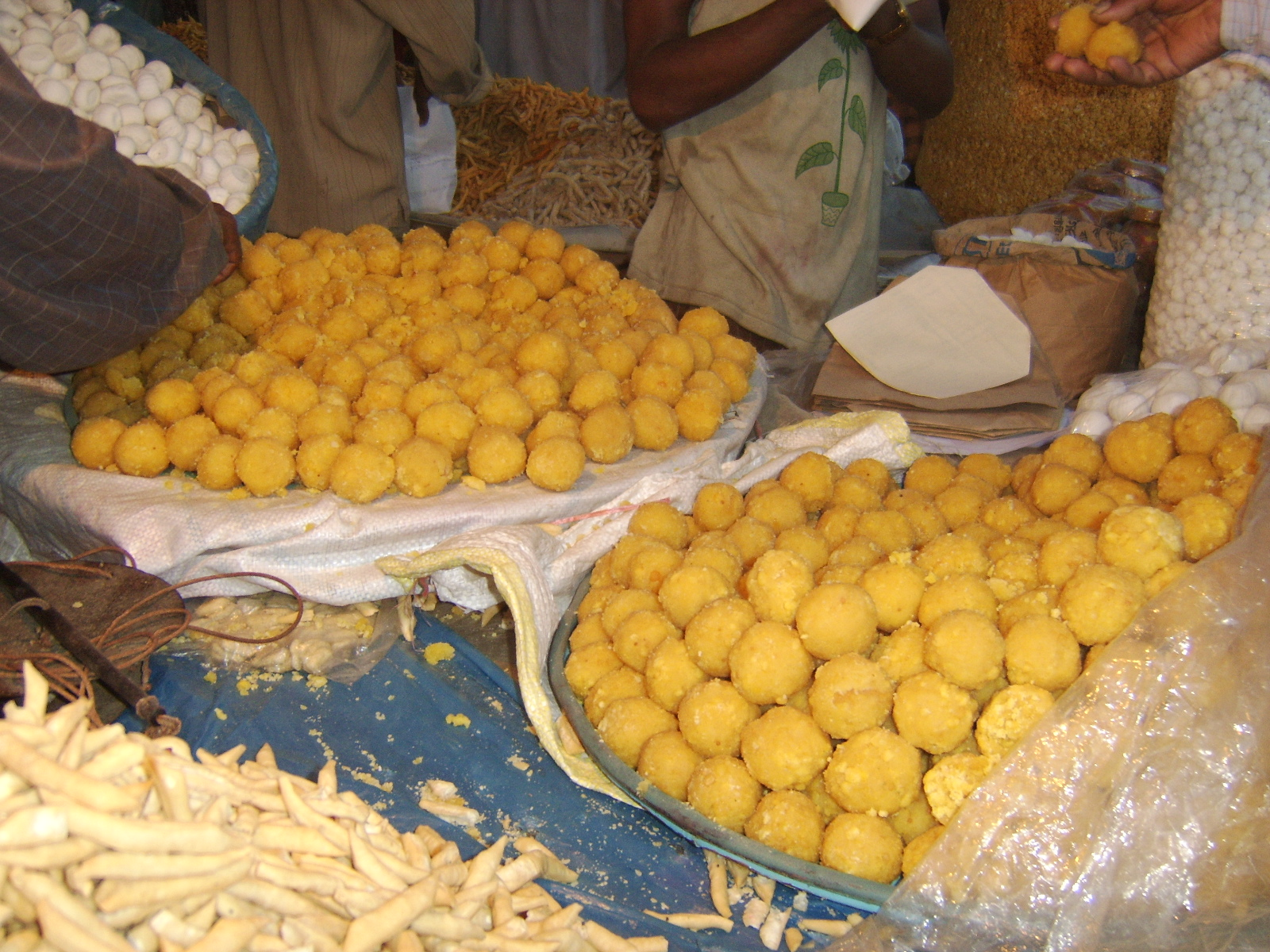
Laddu.

Nouvel État pour une nation ancienne, le Bangladesh a une culture comprenant des éléments nouveaux et anciens. La langue bengalie possède un riche héritage littéraire que le Bangladesh partage avec l'État indien du Bengale-Occidental. Le texte littéraire le plus ancien connu en bengali est la Charyapada (en), du VIIe siècle. La littérature bengalie au Moyen Âge était constituée soit de textes religieux (les Chandidas (en)), soit d'adaptations d'autres langues (Alaol) ; elle ne commencera à se développer qu'au XIXe siècle. Parmi ses maîtres, on trouve les poètes Rabindranath Tagore et Kazi Nazrul Islam. Le Bangladesh a également une longue tradition de littérature folklorique, dont des œuvres comme la Maimansingha Gitika, la Thakurmar Jhuli ou les contes ayant trait au Gopal Bhar.
La musique traditionnelle est basée sur la voix (Baniprodhan), avec peu d'accompagnement instrumental. La tradition Bâul est un héritage unique. Il existe des traditions régionales, dont les gombhira, bhatiali (en) et bhawaiya sont les plus connues. La musique folklorique du pays est souvent accompagnée de l'ektara, un instrument à une seule corde. On trouve également parmi les instruments de musique la dotâr, le dohol, la flûte et la tabla. Il y a aussi des influences de la musique classique hindoustani. La danse puise aussi dans les traditions folkloriques, particulièrement tribales, ainsi que la tradition indienne plus large.

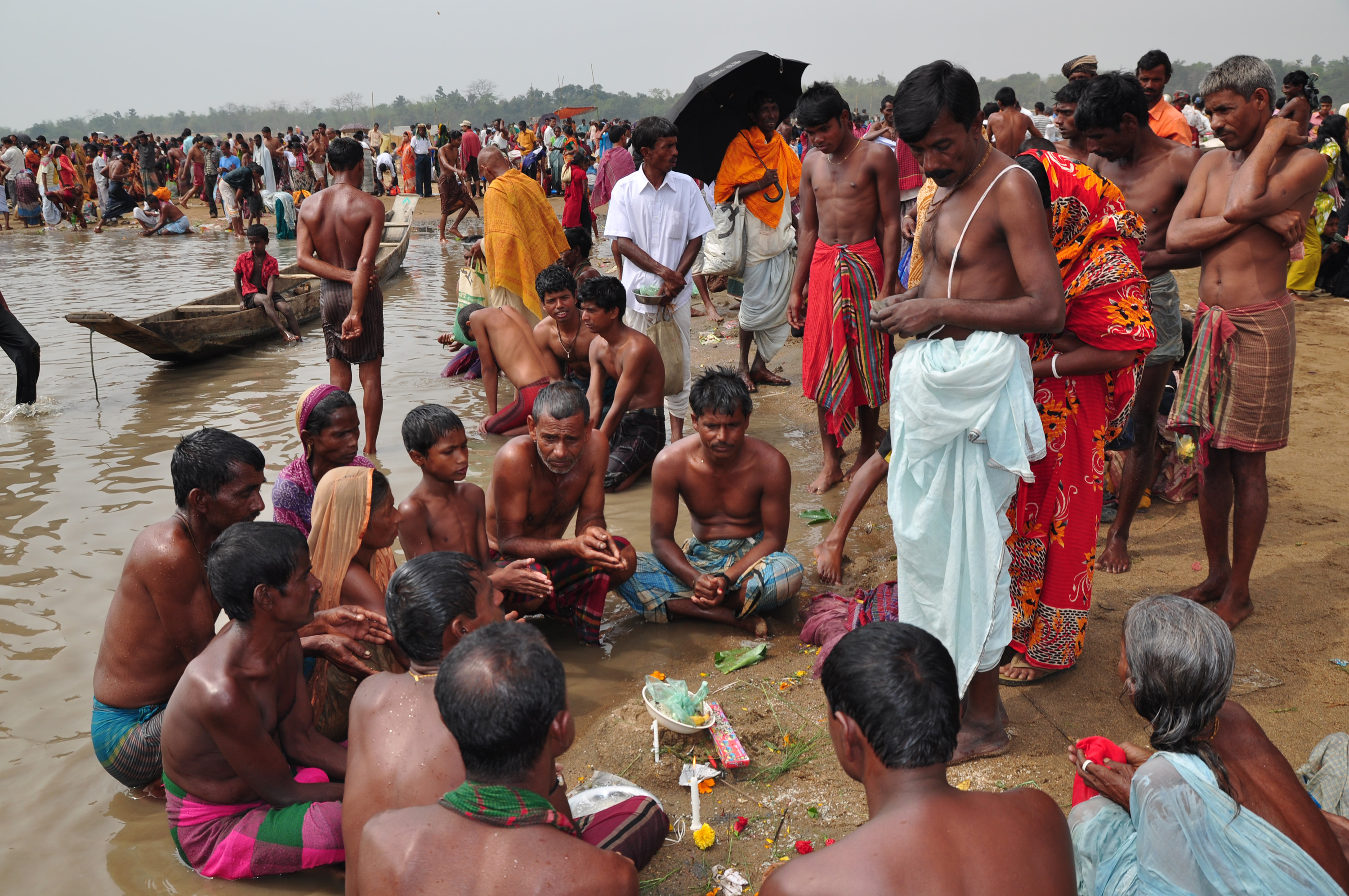
Festival hindou.

Le Bangladesh produit environ 80 films par an. On publie environ 200 journaux quotidiens au Bangladesh, ainsi que 1 800 périodiques. Le nombre de lecteurs est toutefois assez bas, environ 15 % de la population. Les Bangladais écoutent une grande variété de programmes radio locaux et nationaux de Bangladesh Betar, ainsi que le service en bengali de la BBC et de Voice of America. Il y a une chaîne de télévision d'État et, ces dernières années, on voit une augmentation du nombre de chaînes privées.
La tradition culinaire du Bangladesh a des liens très forts avec la cuisine de l'Inde et du Moyen-Orient. Le riz et le curry sont les ingrédients de base, et les Bangladais font des friandises de produits laitiers (parmi les plus connues, on trouve les rôshogolla, chômchôm et kalojam).
Le sari est le vêtement le plus commun du pays parmi la population féminine. Le salwar kameez est également très répandu spécialement chez les jeunes femmes et, dans les grandes villes, on voit également des femmes vêtues à l'occidentale. Les vêtements occidentaux sont mieux acceptés chez les hommes. Ceux-ci peuvent également porter la kurta et le pajama ensemble, souvent pour des occasions religieuses. Le lungi est lui aussi prisé.
Le cricket et le football sont les sports les plus populaires du pays. En 2000, l'équipe du Bangladesh de cricket obtient le statut de test cricket et peut alors jouer des matchs contre les autres équipes les plus importantes du Conseil international du cricket. Parmi les autres sports les plus pratiqués, on trouve le football, le hockey sur gazon, le tennis, le badminton, le handball, le volley-ball, le jeu d'échecs, le carrom et le kabaddi. Le Bangladesh Sports Control Board régit vingt-neuf associations sportives.

## Langues
Le nombre de langues correspond approximativement aux ethnies présentes répertoriées sur le territoire (Groupes ethniques au Bangladesh ou plutôt Peuples indigènes du Bangadesh (en)) et aux langues importées.

## Religions

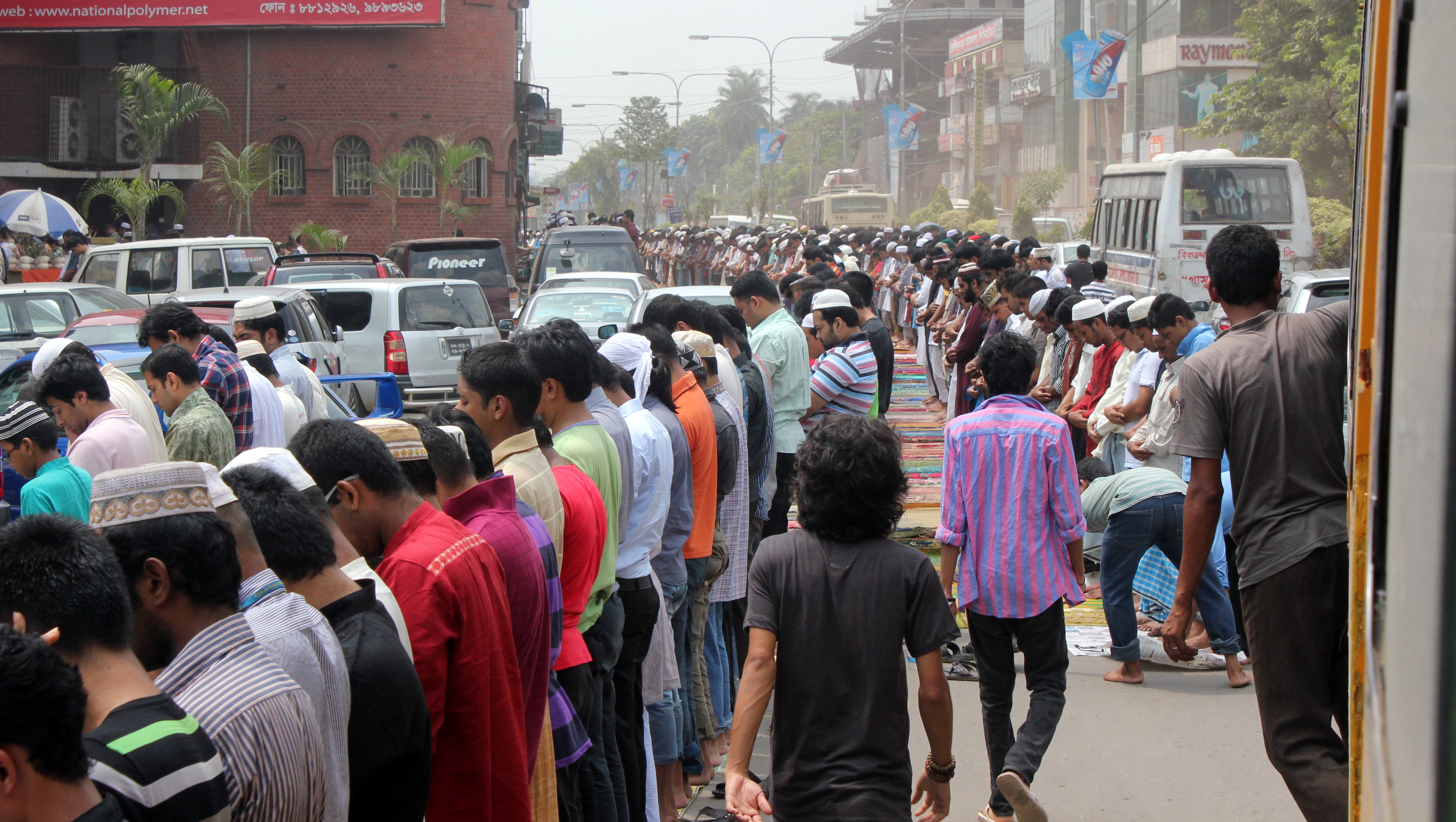
Salat à Dacca.

Selon les estimations officielles, 137 millions de personnes sont musulmanes, soit 89,7 % de la population nationale. Environ 96 % des musulmans du Bangladesh sont sunnites, un peu plus de 3 % chiites (les Biharis sont en majorité chiites) et le reste ahmadis. Contrairement au Pakistan, qui ne considère pas les ahmadis comme des musulmans, les ahmadis ne sont pas persécutés au Bangladesh, et dans les statistiques, ils figurent comme un groupe apparentés aux musulmans, avec les Baha'is. Le Bangladesh a la troisième plus grande majorité musulmane du monde après l'Indonésie et le Pakistan. En juin 1988, le général Ershad a imposé l'islam comme religion d'État. Un jugement de la Haute cour de 2010 a réintroduit l'interdiction des partis politiques religieux qui figurait dans la Constitution d'origine de 1971. L'hindouisme est la deuxième religion majeure représentant 9,2 % de la population. Cependant, les Hindous du Bangladesh se déclarent souvent sous-évalués dans les chiffres officiels communiqués par l'État bangladais, et souvent, ils revendiquent entre 11 % et 15 % d'Hindous dans la population.

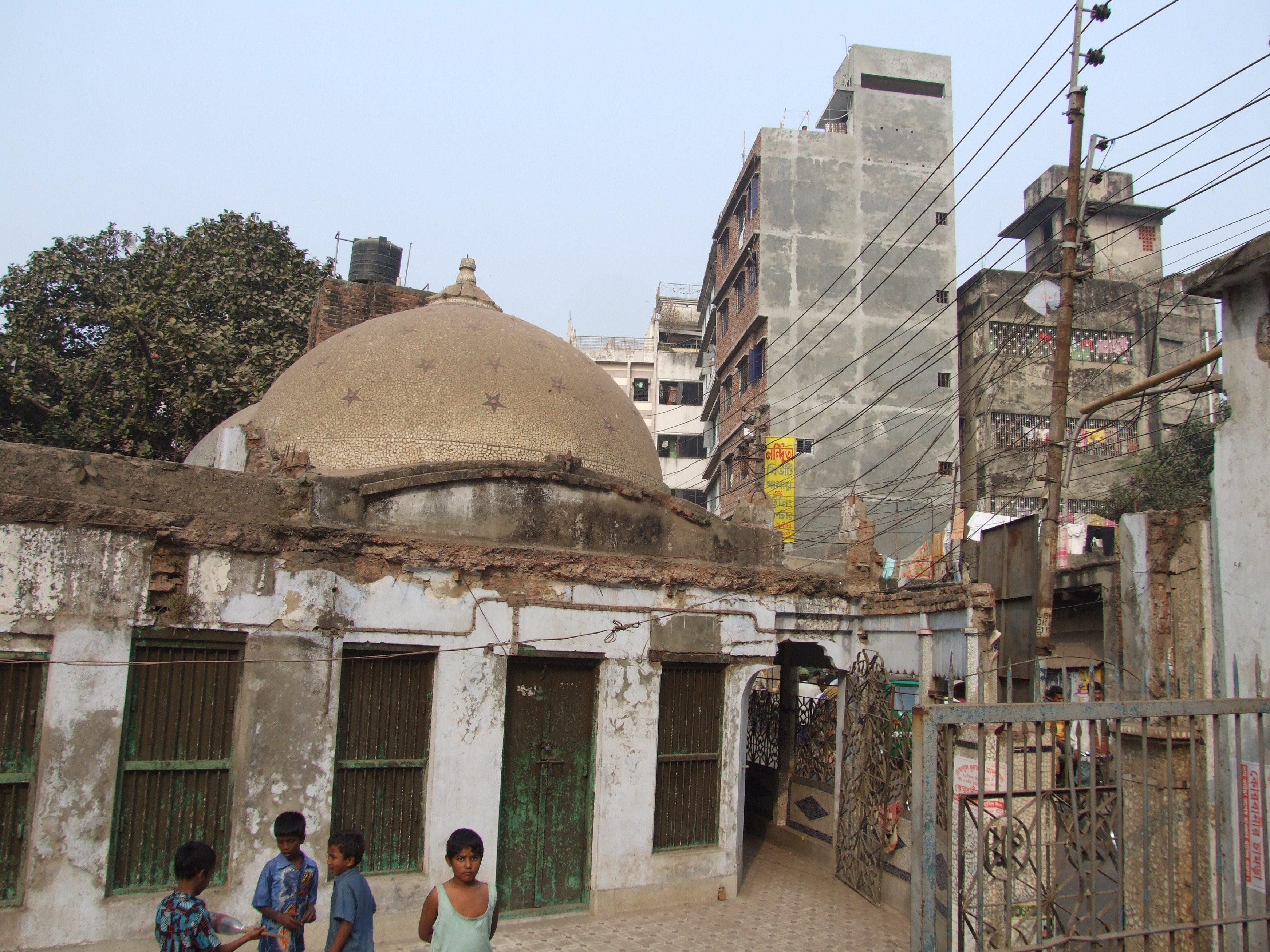
La mosquée Binat Bibi, plus ancienne mosquée de Dacca, construite en 1454.

Le folklore et les traditions, ainsi que nombre de monuments architecturaux sont un héritage de la religion hindoue, qui était majoritaire avant 1600.
Avant 1971 (année de l'indépendance), le pays avait une minorité hindoue de près de 25 %.[réf. nécessaire]
Les bouddhistes, chrétiens (ces derniers étant surtout catholiques - avec huit diocèses) et les animistes constituent le reste de la population. En 1947, la population non musulmane constituait environ 30 % de la population du Pakistan oriental (futur Bangladesh). Les bouddhistes seraient 900 000 au Bangladesh selon un recensement de 2011 (environ 0,6 % de la population). Les bouddhistes sont établis principalement dans la région de Chittagong, où ils représentent 2,92 % de la population de cette division.
Les chrétiens comptent pour 0,4 % de la population du pays selon le recensement de 2011, soit environ 560 000 personnes.
Le Bangladesh compte onze jours fériés répartis sur les calendriers grégorien, musulman et bengali. Les deux aïd, Aïd el-Fitr et Aïd al-Adha, sont les fêtes islamiques les plus grandes de l'année. Le jour précédant Aïd el-Fitr, appelé Châd Rat (« la nuit de la lune »), est fêté avec pétards et feux d'artifice. Le Bangladesh étant un pays à majorité musulmane, les autres fêtes de cette religion sont également très importantes. Parmi les principales fêtes hindoues, on trouve le Durgā pūjā et la Sarasvati puja. Le Vesak, marquant la naissance de Siddhartha Gautama, est l'une des fêtes bouddhistes les plus populaires. Les chrétiens du pays fêtent Noël (appelé Bôŗodin, ou « grand jour » en bengali). Les fêtes profanes les plus importantes sont Pohela Baishakh, le Jour de l'an bengali, marquant le début du calendrier bengali, le Nobanno, le festival de Poush, et les fêtes nationales telles que Shohid Dibosh.

## Classements internationaux
- Classements politiques et économiques
  - Freedom in the World 2007 : partiellement libre en politique et libertés publiques[104]
  - Liberté de la presse 2007 : 134e[105]
  - PIB par personne 2010 : 637 $
  - Indice de développement humain 2021 : 0,661, 129e mondial[5]
  - Égalité de revenus : inconnu
  - Alphabétisation 2015 : 61,5 %[64]
  - Chômage 2007 : 2,5 %[64]
  - Global Peace Index : 86e (2,219)[106]
  - Corruption 2007 : 162e (score de 2,0), ex æquo avec le Cambodge, la République centrafricaine, la Papouasie-Nouvelle-Guinée, le Turkménistan, et le Venezuela[107]

- Autre
  - Émissions de dioxyde de carbone par habitant (production) en 2020 : 0,6 tonne par personne[5].
  - Consommation d'électricité 2005 : 19 490 000 000 kWh[64]
  - Utilisateurs d'internet 2006 : 450 000[64]
  - Indice de performance environnementale : inconnu
  - Global Prosperity Index : 47e[108]
  - Indice d'inégalité des genres en 2021 : 0,530, 131e mondial[5].

#### Bases de données et dictionnaires
- Site officiel
- Ressources relatives à la géographie :   - Marine Gazetteer
  - Mindat.org
- Ressource relative à la vie publique :   - Parlement du Royaume-Uni
- Ressource relative à la santé :   - Medical Subject Headings
- Ressource relative à la bande dessinée :   - Comic Vine
- Ressource relative aux beaux-arts :   - Grove Art Online
- Ressource relative à l'audiovisuel :   - France 24
- Ressource relative à la musique :   - MusicBrainz
- Notices dans des dictionnaires ou encyclopédies généralistes :   - Britannica
  - Brockhaus
  - Den Store Danske Encyklopædi
  - Dictionnaire historique de la Suisse
  - Dizionario di Storia
  - Encyclopédie de l'Ukraine moderne
  - Gran Enciclopèdia Catalana
  - Internetowa encyklopedia PWN
  - Larousse
  - Nationalencyklopedin
  - Store norske leksikon
  - Universalis
- Notices d'autorité :   - VIAF
  - ISNI
  - BnF (données)
  - IdRef
  - LCCN
  - GND
  - Japon
  - Espagne
  - Israël
  - Suède
  - Canada
  - Tchéquie
  - Brésil
  - WorldCat

#### Autres
- (en) Banglapedia: Encyclopédie sur le Bangladesh
- Bangladesh sur OpenStreetMap.